# Hana Horáková
Hana Horáková (née Machová), née le 11 septembre 1979 à Bruntál, est une joueuse tchèque de basket-ball, évoluant au poste d'arrière.

## Carrière

### En club
Vainqueur de l'Euroligue en 2006 avec Brno, elle est au moment de sa retraite dans les 15 meilleures réalisatrices aux points marqués (1 806), aux rebonds (796) et aux passes décisives (509).
Après le Mondial 2010, elle signe pour le club turc de Fenerbahçe SK. 
En février 2011, la FIBA Europe la nomme joueuse européenne de l'année. Elle devance la française Sandrine Gruda et l'espagnole Amaya Valdemoro.
Elle commence la saison 2011-2012 à Ekaterinburg, mais vu son faible temps de jeu, elle est transférée à Košice. Pour 2012-2013, elle retourne à Brno.

### En équipe nationale
Elle remporte l'or au Championnat d'Europe de basket-ball féminin 2003 puis la médaille d'argent de l'édition suivante.
Lors du Championnat du monde 2010, elle est élue meilleure joueuse du tournoi avec notamment 21 points en quart de finale contre les Australiennes, ce qui contribue à sa récompense de meilleure joueuse de l'année 2010 décernée par la FIBA.
Absente de l'Euro 2011, elle fait son retour en équipe nationale pour les Jeux olympiques de Londres, mais l'équipe tchèque est battue en quarts de finale. En mars 2013, elle annonce son retrait de l'équipe nationale puis met un terme définitif à sa carrière en juillet 2013.
Elle conclut sa carrière par un jubilé à Brno le 17 août 2013 auxquels participent notamment Ivana Večeřová, Zuzana Žirková, Eva Vítečková et Jana Veselá.

## Clubs successifs
- 1996-1999 : USK Blex KV
- 1999-2010 : Basketbalový Klub Brno
- 2010-2011 : Fenerbahçe SK
- 2011-2012 : Good Angels Košice
- 2012-2013 : UMMC Iekaterinbourg
- 2012-2013 : Basketbalový Klub Brno

## Palmarès

### Clubs
- Euroligue 2006[8]
- Coupe de République tchèque 2013[9]

### Sélection nationale
- Championnat du monde
  - 7e au Championnat du monde 2006
  -  Médaille d'argent au Championnat du monde 2010
- championnat d'Europe
  -  Médaille d'or au championnat d'Europe 2005
  -  Médaille d'argent au championnat d'Europe 2003
  - 1er tour du championnat d'Europe 2001
  - Quart de finale du championnat d'Europe 1999

### Distinctions personnelles
- Élue joueuse européenne de l'année 2010 par la FIBA Europe[8]
- Meilleure joueuse du Championnat du monde 2010[8]